# Beauty Newbie
Beauty Newbie (tiếng Thái: หัวใจไม่มีปลอม) là một bộ phim truyền hình lãng mạn Thái Lan với các diễn viên chính Baifern Pimchanok Luevisadpaibul và Win Metawin Opas-iamkajorn dựa trên tác phẩm webtoon nổi tiếng My ID Is Gangnam Beauty (tiếng Hàn Quốc: 내 ID는 강남미인!) của Ki Maeng-Gi. Sản phẩm này là sự hợp tác giữa GMMTV và Parbdee Tawesuk, cùng với Wattpad Webtoon Studio Công ty con Bắc Mỹ của Naver. Mui Aticha Tanthanawigrai, người trước đây từng là đạo diễn cho F4 Thailand: Boys Over Flowers và biên kịch cho Girl From Nowhere, sẽ chỉ đạo sản xuất bộ phim dài 14 tập này. Dự kiến bắt đầu bấm máy vào mùa hè năm 2023, phim truyền hình này đã được chiếu từ ngày 19 tháng 2 năm 2024.

## Nội dung
Liu (Baifern Pimchanok Luevisadpaibul) là một cô gái trẻ bị bắt nạt hầu hết quãng đời do ngoại hình của cô. Để nổ lực trở thành một tân sinh viên của đại học, cô đã phẩu thuật thẩm mỹ và đạt được vẻ ngoài như bao người khác. Tuy nhiên, ca phẫu thuật trở nên 'quá thành công', khiến cô trở nên xinh đẹp tuyệt vời và thu hút nhiều sự chú ý trong khi cô chỉ muốn hòa nhập và không bị bắt nạt. Hơn thế nữa, một số người bắt đầu chế nhạo cô vì đã phẫu thuật quá nhiều trên khuôn mặt và gọi cô là vẻ đẹp nhân tạo. Guy (Win Metawin Opas-iamkajorn), chàng trai nổi tiếng học cùng trường trung học với Liu và biết rõ bộ dạng của cô trước khi phẫu thuật. Anh tiết lộ rằng ở trường trung học anh chưa bao giờ khinh thường Liu vì vẻ bề ngoài như những người khác. Cả hai nhanh chóng trở nên thân thiết, Guy dành hầu hết thời gian để ý đến Liu và bắt đầu quan tâm đến cô ấy. Nhưng sự thiếu tự tin và nỗi sợ chế giễu của Liu đã khiến cô từ chối tình cảm của anh ấy, đặc biệt mọi người trong trường đều nghĩ rằng người như Guy phải hẹn hò với một cô gái đẹp tự nhiên như Fay (Jane Ramida Jiranorraphat).

## Diễn viên

### Chính
- Pimchanok Luevisadpaibul (Baifern) vai Liu.[16]

(Nhân vật trong webtoon: Kang Mi Rae)
Liu là một sinh viên đại học đam mê mọi thứ liên quan đến nước hoa và học hóa học để theo đuổi ước mơ trở thành một nhà sản xuất nước hoa. Cô gặp khó khăn trong việc hòa nhập do không đáp ứng được tiêu chuẩn sắc đẹp của xã hội. Do bị bắt nạt khi còn nhỏ, ban đầu Liu muốn có một cuộc sống bình thường và tránh nổi bật, nhưng điều này đã thay đổi khi cô trải qua phẫu thuật thẩm mỹ trước khi vào đại học.
- Metawin Opas-iamkajorn (Win) vai Guy.[17]

(Nhân vật trong webtoon: Do Kyung Seok)
Guy nổi tiếng trong trường với sự thông minh, giàu có và vẻ điển trai của mình. Tuy nhiên, những trải nghiệm trong quá khứ cùng với gia đình đã khiến anh trở nên khép mình và đề phòng. Điều này khiến cho những người khác khó có thể tiếp cận anh, khiến mọi người coi anh ta là người xa cách hoặc khó tiếp cận.
- Ramida Jiranorraphat (Jane) vai Faye.[18]

(Nhân vật trong webtoon: Hyun Soo Ah)
Một cô gái nổi tiếng trong khoa hóa, nổi tiếng với vẻ đẹp tự nhiên. Mặc dù với vẻ ngoài ngọt ngào và thông minh, cô ấy thực sự khao khát sự chú ý và sẽ cố gắng rất nhiều để có được nó, bao gồm cả việc vận dụng tính cách dịu dàng và ngây thơ của cô ấy để giành lấy sự chú ý từ người khác.
- Sapol Assawamunkong (Great) vai Saint.[19]

(Nhân vật trong webtoon: Yeon Woo Young)
Giáo viên trợ giảng khoa hóa học, người có tình cảm với Liu.

### Vai phụ[20][21]
- Drake Sattabut Laedeke vai Mok
- Louis Thanawin Teeraphosukarn vai Film
- Aou Thanaboon Kiatniran vai Jerry
- Emi Thasorn Klinnium vai Ann
- Ployphach Phatchatorn Thanawat vai Mimi
- Jobpy Veravarong Kankranchana vai Paula
- Mike Chinnarat Siriphongchawalit vai Mac
- Pod Suphakorn Sriphothong vai Third
- Est Supha Sangaworawong vai Note
- Atom Pracharapon Thepsukdee vai Jo
- Jeab Sopitnapa Chumpanee vai Linda (mẹ của Guy)
- Um Amarin Nitibhon vai Kroekphon (cha của Guy)
- Jaoying Krongkwan Nakornthap vai Gale (em của Guy)

### Khách mời
- Ciize Rutricha Phapakithi vai Milin
- Pompam Niti Chaichitathorn vai Nam
- Mick Metas Opas-iamkajorn vai Guy (lúc trung học)
- Winwa Nutta Punyathanathamrong vai Liu (lúc trung học)
- Pu Yuwadee Ruangchai vai Sunee (mẹ của Liu)
- Gokhai Jumpol Thongtan vai Sompoj (cha của Liu)
- Pan Pajaree Nantarat vai Da
- Oil Yannawee Khuptawetin vai mẹ của Faye
- Chayapat Siriposop vai bà ngoại của Faye
- Weeravit Vongrouempibool vai Pun
- Hlung Kamthorn Lorjitramnuay vai Ake
- Kung Wannasiri Srivarathanabul vai Phen
- Earth Niroth Ruencharoen vai Gun
- Meen Chayanee Chaladthanyakij vai giáo viên tổng phụ trách
- Beambeam Kamonporn Kosriyarakwong vai Nene

## Nhạc phim
| Bài hát   | Ca sĩ                      | Sáng tác       | Ghi chú  | Tham khảo |
| --------- | -------------------------- | -------------- | -------- | --------- |
| Focus     | Gawin Caskey & Emi Thasorn | Okomo P, GG0NE | Nhạc dạo | [ 22 ]    |
| Blind     | Gawin Caskey               | GG0NE          | Nhạc kết | [ 23 ]    |
| White Lie | Aye Sarunchana             | Okomo P        |          | [ 23 ]    |